# الكدف (الحديدة)

تعديل مصدري - تعديل

الكدف هي إحدى قرى مديرية جبل راس، التابعة لمحافظة الحديدة اليمنية، بلغ تعداد سكانها 1982 نسمة حسب الإحصاء الذي جرى عام 2004.